# Edizioni delle donne
Edizioni delle donne è stata una casa editrice fondata a Roma da quattro femministe dei collettivi di Via Pomponazzi e della Maddalena, attiva dal 1976 al 1984.

## Storia
Dalla fine degli anni Sessanta il movimento femminista si espande velocemente in Italia e si sviluppa un'editoria informale fatta di fogli, volantini, periodici autogestiti. In poco tempo nascono progetti anche di impresa: le prime case editrici di donne e le prime riviste femministe e lesbiche. 
Quattro femministe provenienti dal Collettivo femminista comunista di Via Pomponazzi e dall’Associazione la Maddalena – Anne Marie Boetti, Maria Caronia, Manuela Fraire e Elisabetta Rasy – fondano la casa editrice il cui nome e l'impostazione iniziale è affine alla francese Editions des femmes del gruppo Psychanalyse et politique . L'intento è di attivare un’editoria intesa come pratica femminista e non come editoria 'sulla donna'. Nel 1981 entrano nel Comitato di redazione anche Marina Gregotti e Alda Colombo.
La casa editrice inizia le attività a Roma nella sede dell'associazione e nel 1977 si trasferisce in Via Foro Piscario 34 . Il progetto avviato nel 1972 ha una lunga gestazione e le prime pubblicazioni arrivano nel 1976, anno in cui escono oltre tredici titoli tra ricerche originali e traduzioni. La distribuzione utilizza la nascente rete delle Librerie delle donne in Italia, a partire da quella aperta a Roma nel 1973 nella stessa sede, La Maddalena libri.

## Pubblicazioni
La casa editrice nel corso della sua attività, pubblica oltre quaranta titoli. È un catalogo di ricerche originali sull'attualità italiana come La Parola elettorale, le inchieste sui manicomi - Donne povere matte di Lietta Harrison - o sui conventi femminili e sulla situazione delle suore; di testi dirompenti come Il corpo lesbico di Monique Wittig; di scritti di grandi autrici allora poco note in Italia come Gertrude Stein, Marguerite Duras, Ingeborg Bachmann, Marina Cvetaeva, ecc. 
1976
- La casalinga di Cristo: inchiesta sulle suore in Italia, a cura di Stefania Bernardi, Mara Gasbarrone, Immacolata Mazzonis, Anna Maria Pazienti, Maria Celeste Pucciano, Rosetta Stella
- Maria Letizia Cravetto, Tutti sanno: romanzo
- Da donna a donna: poesie d'amore e d'amicizia, antologia a cura di Laura di Nola
- Lieta Harrison, Donne, povere matte: inchiesta nell'Ospedale Psichiatrico di Roma
- Meri Lao, Musica strega: per la ricerca di una dimensione femminile nella musica
- Laure, Storia di una ragazzina e altri scritti, traduzione di Daniella Selvatico Estense (Laure è pseudonimo di Colette Peignot)
- Eugenie Lemoine-Luccioni, Il taglio femminile: saggio psicanalitico sul narcisismo, postfazione di Annarosa Buttarelli
- Stephanie Oursler, Un album di violenza
- La parola elettorale: viaggio nell'universo politico maschile, testi di Giulietta Ascoli, Elvira Banotti, Adele Cambria, Lydia Campagnano, Annalisa Fierro, Biancamaria Frabotta, Gloria Guasti, Lù Leone, Lina Mangiacapra, Lidia Menapace, Lia Migale, Silvani
- Gigliola Re e Graziella Derossi, L'occupazione fu bellissima: 600 famiglie occupano la Falchera
- Valerie Solanas, S.C.U.M.: manifesto per l'eliminazione dei maschi, traduzione e saggio di Anne Marie Boetti [4]
- Verena Stefan, La pelle cambiata: autobiografia di una femminista, titolo originale "Häutungen
- Monique Wittig, Il corpo lesbico: romanzo, con nota introduttiva di Elisabetta Rasy [5]

1977
- Lou Andreas-Salomé, La materia erotica: scritti di psicoanalisi, a cura di Jutta Prasse
- Rosa Cappiello, I semi neri
- Mariarosa Dalla Costa e Leopoldina Fortunati, Brutto ciao: direzioni di marcia delle donne negli ultimi 30 anni
- Scrivere contro: esperienze, riflessioni e analisi delle giornaliste presentate al convegno Donna e informazione, a cura di Candida Curzi [et al.]
- Matilde Serao, Addio, amore!: romanzo
- Matilde Serao, Castigo : romanzo

1978
- Mariella Bettarini, Storie d'Ortensia: romanzo
- Giovanna Franca Dalla Costa, Un lavoro d'amore: la violenza fisica componente essenziale del trattamento maschile nei confronti delle donne
- Manuela Fraire, Rosalba Spagnoletti, Marina Virdis, L'almanacco: luoghi, nomi, incontri, fatti, lavori in corso del movimento femminista dal 1972
- Giovanna Gagliardo, Maternale. Con una lettura di Luce Irigaray
- Gayl Jones, Assassina: romanzo
- Letizia Paolozzi, Viaggio nell'isola: dal diario di una militante
- Elisabetta Rasy, La lingua della nutrice: percorsi e tracce dell'espressione femminile, con una introduzione di Julia Kristeva

1979
- Etel Adnan, Sitt Marie-Rose
- Chantal Akerman, Jeanne Dielman Je, tu, il, elle [6]
- Calamity Jane, Lettere alla figlia: 1877-1902, introduzione di Katia Bagnoli
- Stéphane Mallarmé, La dernière mode: gazzetta del bel mondo e della famiglia, a cura di Anne Marie Boetti, traduzione di Delfina Provenzali

1980
- Lucia Drudi Demby, L'icona: racconti
- Laura Lilli, Zeta o le zie: romanzo
- Michele Montrelay, L'ombra e il nome: sulla femminilità, a cura di Luisa Fiumano
- Mary Shelley Wollefstonecraft, Mathilda

1981
- Atti di un processo per stupro: Artemisia Gentileschi, Agostino Tassi, a cura di Eva Menzio
- Ingeborg Bachmann, Luogo eventuale, con tredici disegni di Gunter Grass
- Brunetta, Il vizio del vestire, introduzione di Natalia Aspesi
- Marguerite Duras, Agatha, introduzione di Jacqueline Risset
- Rosa Rosà, Una donna con tre anime: romanzo futurista, a cura di Claudia Salaris

1982
- Marina Cvetaeva, Marina Ivanovna Natal'ja Gončarova: ritratto di un'artista, a cura di Luciana Montagnani
- Sarah Orne Jewett, Lady Ferry e altri racconti
- Rachilde, Monsieur Venus: romanzo, introduzione di Ginevra Bompiani
- Claudia Salaris, Le futuriste: donne e letteratura d'avanguardia in Italia (1909-1944)